# Varijator
Varijator se upotrebljava za manje snage, a to je mjenjač brzine sa širokim klinastim remenom i sastavljenim remenicama koje za vrijeme rada mogu mijenjati dodirni promjer rastavljanjem ili približavanjem svojih polovica.

## Lančani prijenosi za bestepenu promjenu prijenosnog omjera
Osnovni način rada ovih lančanih prijenosa jednak je kao i u remenskim bezstepenim varijatorima. Naime, lančanici su ovdje također sastavljeni od dvije ploča stožastog oblika i uzdužno pokretljivim po vratilima, tako da je njihovo primicanje u jednom paru popraćeno istovremenim razmjernim razmicanjem u drugom paru ploča što razmjerno povećava djelujući promjer u prvom, odnosno smanjuje u drugom. Pri tome se i ovdje ovo gibanje dijelova lančanika može izvoditi ručno s pomoću nekog ručnog kola ili poluge, ili njime daljinski upravljati, ili ga automatski regulirati. 
Međutim, između takvih, PIV (njem. Positiv Ideal Verànderliches) varijatora i remenskih bezstepenih varijatora, postoje načelne razlike. One se, kao i kod ostalih lančanih prijenosa, sastoje u tome što se ovdje ne radi o prijenosu silom (trenje), već o prijenosu oblikom (zahvatom). Naravno, za tu svrhu stožaste unutarnje površine lančanika moraju biti ozubljene, a i lanci moraju imati posebni oblik (doduše, postoje i PIV varijatori s lančanim prijenosom silom, njihova primjena je manje važna). 
Međusobni položaj ploča lančanika u PIV varijatorima mora biti takav da uvijek zubi jedne ploče stoje nasuprot uzubinama druge ploče. U članke lanaca ovih varijatora uloženi su paketi poprečnopokretljivih lamela, tako da pri svakom sljedećem nailaženju lanca na lančanike nastaju novi paketi zuba, koji onda prenose snagu s lančanika na lanac i obrnuto. 
Očito je prednost PIV varijatora, u usporedbi s remenskim bestepenim varijatorima, što nema proklizavanja. Najviše se grade za prenošenje snaga do 25 kW, ali i za više; za brojeve okretaja manje od 10 000 o/min; brzine lanaca od 4 do 9 m/s i prijenosne omjere od 3 do 10. Stupnjevi djelovanja su im od 0,85 do 0,95.

## Tarni ili frikcijski varijatori
Način djelovanja jednog jednostavnog tarnog čelnog varijatora prikazan je na slici. Pri tome je neobložena tarenica 1 vodeća, a tarenica 2 s oblogom vođena. Vođena tarenica može se pomicati po svojoj osovini na povodnom peru p. Zbog prijenosnog odnosa, koji je u ovom slučaju:
{\displaystyle i={\frac {R_{x}}{R}}={\frac {n_{x}}{n}}}
gdje su n i Rx - broj okretaja vodeće tarenice i dodirni polumjer (polumjer središnje kružnice njene dodirne površine s vođenom tarenicom), a nx i R - broj okretaja i polumjer vođene tarenice. Kako su za vrijeme rada n i R stalne veličine, mora pri tom pomicanju doći do promjena broja okretaja vođene tarenice. Kad se ova odmiče od osi vodeće tarenice, njen se broj okretaja povećava i obrnuto. 
Osim mijenjanja brzine, ovaj varijator omogućuje i jednostavno mijenjanje smjera okretanja vođene tarenice, jer pri njenom pomicanju slijeva nadesno (lijevo od osi vodeće tarenice) ona na kraju mora dospjeti u položaj u kojemu je Rx = 0, pa stoga i i = 0, a nastavi li se dalje pomicati slijeva nadesno ona ulazi u područje desno od osi vodeće tarenice gdje joj brzina okretanja opet raste, ali u obrnutom smjeru. 
Na slici je prikazana konstrukcija modernog varijatora, takozvani Svetozarovljev sustav. U tom varijatoru tarenice su dvije šalice globoidnog oblika 1 i 2 i nagibni valjci 3 i 4 koji se po njima valjaju. Nagibni valjci mogu se zakretati oko osi O1 i O2. Pri tome se mijenjaju dodirni promjeri nagibnih valjaka i vodeće tarenice, s jedne, i vođene tarenice s druge strane, što uz stalan broj okretaja prve, mora promijeniti broj okretaja druge. Funkcioniranje ovog varijatora pobliže je prikazano skicom. U prikazanom položaju nagibnih valjaka (krajnji lijevi položaj) promjer na vodećoj tarenici d1 veći je od promjera na vođenoj d2, to jest d1 > d2, pa zbog toga mora biti n2 > n1. Vrijednosti prijenosnog omjera u kojem se mogu regulirati takvi varijatori jesu od 6 do 8. Tlačna sila za njihov rad postiže se automatski s pomoću ugrađenih mehanizama 5 i 6.
Konstrukcijski je materijal valjnih dijelova ovih varijatora kaljeni čelik, ali im se nagibni valjci oblažu tekstolitima. Takvi varijatori mogu raditi i bez podmazivanja, jer se ni tada ne ugrijavaju preko dopuštene granice.